# Alocodesmus aporus
Alocodesmus aporus är en mångfotingart som beskrevs av Kraus 1954. Alocodesmus aporus ingår i släktet Alocodesmus och familjen Chelodesmidae. Inga underarter finns listade i Catalogue of Life.